# Nitrosylchloride
Nitrosylchloride is een gas met de chemische formule NOCl. Het is een ontbindingsproduct van koningswater. Chemisch gezien is het het zuurchloride van salpeterigzuur. Het is een geel gas met een sterke geur, en is 2,3 keer zwaarder dan lucht. Het heeft een relatief hoog kookpunt (−5,6 °C) en de kritische temperatuur is 168 °C.
Nitrosylchloride is een sterk reactief gas, dat hevig reageert met water waarbij giftige en bijtende gassen gevormd worden (waterstofchloride, stikstofoxiden). Het is een sterk bijtend gas dat de ogen, huid en ademhalingsorganen aantast en dat longoedeem kan veroorzaken. Het tast ook metalen aan. Het is een sterke oxidator.

## Bereiding
Nitrosylchloride kan op verschillende manieren bereid worden:
- via koningswater, dit is een mengsel van geconcentreerd salpeterzuur en geconcentreerd zoutzuur:

{\displaystyle \mathrm {HNO_{3}+3\ HCl\ \longrightarrow \ NOCl+2\ Cl+2\ H_{2}O} }
- door de reactie van nitrosylzwavelzuur (HNOSO4), opgelost in zwavelzuur, met zoutzuur:[2]

{\displaystyle \mathrm {HNOSO_{4}+HCl\ \longrightarrow \ NOCl+2\ Cl+H_{2}SO_{4}} }
- door de reactie van stikstofmonoxide met chloor:

{\displaystyle \mathrm {2\ NO+Cl_{2}\ \longrightarrow \ 2\ NOCl} }
- door de reactie van stikstofmonoxide, stikstofdioxide en waterstofchloride:

{\displaystyle \mathrm {NO+NO_{2}+2\ HCl\ \longrightarrow \ 2\ NOCl+H_{2}O} }
- door de reactie van salpeterzuur met een metaalchloride, bijvoorbeeld natriumchloride of kaliumchloride:

{\displaystyle \mathrm {3\ NaCl+4\ HNO_{3}\ \longrightarrow \ Cl_{2}+NOCl+2\ H_{2}O+3\ NaNO_{3}} }

## Toepassingen
Omwille van de reactiviteit wordt nitrosylchloride gebruikt om er diverse organische reacties mee uit te voeren, waaronder chloreringsreacties: nitrosylchloride fotolyseert tot NO en een chloor-radicaal. Men kan er chloordioxide mee bereiden door reactie met natriumchloraat of natriumchloriet.
Het wordt gebruikt voor de productie van cyclododecanonoxime uit cyclododecaan in het "Ato Chimie"-proces; dit is een stap in de productie van polyamide 12.